# Саттар-хан
Саттар-хан (перс. ستارخان‎, азерб. ستارخان, Səttar xan; 1860-годы — 17 ноября 1914, Тегеран) — один из участников Конституционной революции в Иране 1905—1911 годов, деятель демократического движения в Иранском Азербайджане, народный герой Ирана. Получил прозвище Сардар-е Мелли (перс. سردار ملی‎, то есть Вождь народа).

## Биография

### Дата рождения. Происхождение
Его точная дата рождения не установлена. Примерную дату рождения привёл И. Амирхизи, который смог получить сведения у родных, и на него потом ссылались иранские авторы. Она соответствует 1867—1868 годам. Другой датой рождения, но без опоры на источники, указывается 19 августа 1868 года.
Когда кавказовед П. Петрович (М. Авдеев) в 1908 году писал, что Саттару около 45 лет, то он ссылался на интервью с участников восстания, близко знавшим Саттар-хана. Ещё одна версия даты рождения приведена секретарём генконсульства в Тебризе С. П. Голубиновым, который в том же 1908 году собирал о нём сведения. В своём докладе за 1920 год С. П. Голубинов утверждал, что Саттар-хан родился в начале 1860-х годов.
Саттар-хан родился в азербайджанской семье в одном из карадагских селений Иранского Азербайджана. На происхождение из Карадага указывает прозвище «карадаги», которое иранцы добавляют к его имени, но нет единого мнения в каком из селений он родился. По версии АСЭ он родился в магале Мамедханлы (сейчас Минджаван) Карадагского вилаята. Немецкий исламовед Аня Пистор-Хатам местом его рождения указывает селение Джанали.
Он был вторым сыном хаджи Хасана, жителя города Ахара, от его второй жены. Его отец был мелким торговцем тканями вразнос, но занялся этим после того, как оставил обработку своей земли. Покупая ткани в городах, хаджи Хасан перепродавал их среди кочевников Карадага. Кроме Саттара, у отца были ещё четыре дочери и сын Исмаил.

### Ранние годы
Он был неграмотен и не умел ни читать, ни писать ни на одном языке. Согласно П. Петровичу (М. Авдееву) Саттар-хан в детстве пас скот и работал в поле. В юном возрасте его вместе со старшим братом Исмаилом схватили и в цепях доставили в Тебриз. Причиной тому послужило укрытие одного из руководителей антифеодальной борьбы. По данным И. Амирхизи, Исмаила казнили, а Саттар провёл в заключении три месяца.
В 1888 году Саттара, по не выясненным до сих пор причинам, в очередной раз арестовали. Его поместили в тюрьму Нарин-кале в Ардебиле, где обычно содержались особо важные преступники. Первое время он находился в условиях строгой изоляции. С помощью заключённого, по имени Хашем, Саттару удалось бежать из тюрьмы, после чего он жил среди шахсевенских племён юртчи и аларлу, пока не уехал в Маранд. Арест и пребывание в тюрьме, как отмечает И. Амирхизи, очень ожесточили Саттара. Саттар в дальнейшем служил в охране дороги Маранд — Салмас — Хой и устраивался для охраны поместий к разным богачам. В Салмасе он, например, в 1901—1902 годах охранял имение одного богатого ростовщика, но поскольку обязанности «мубашира» (управляющего имением) претили ему, то он покинул службу. Был даже стрелком при дворе валиахда — наследника трона в Тебризе. Тогда же, по утверждению И. Амирхизи, ему дали титул хана.
По сведениям, которые оставил С. П. Голубинов, Саттар-хан в течение 1896 года находился на службе у российского подданного Мирзы Ага Карабаги, а в 1902 году стал мубаширом в деревне Виджумбар. По приказу Низам эс-Салтанэ его в 1904 году арестовали. Однако мать Саттар обратилась к одному влиятельному лицу, по ходатайству которого он был освобождён. К себе на службу его взял первый секретарь валиахда Вакиль оль-Мольк. Через 2-3 месяца Саттар-хан стал феррашем (стражником) у валиахда в Тебризе (между январём 1904 — декабрём 1906 годов). Какое-то время он служил мубаширом в Салмасе, вернувшись потом в Тебриз.
У ряда авторов имеются некоторые расхождения в контурах его биографии. По сообщению корреспондента грузинской газеты «Али» («Пламя») после освобождения Саттар в течение 12-13 лет «разбойничал» в районе Джульфа — Тебриз, беспокоя ханов и беков. Согласно газете «Русские ведомости» в течение длительного времени он находился на заработках в промышленных центрах Закавказья, работая на строительстве Эриванской железной дороги, мастером на кирпичных заводах и в течение пяти лет на промыслах Баку. В статье, которую П. Петрович опубликовал в 1908 году в газете «Вестник Баку», утверждалось, что Саттар-хан прошёл революционную школу у дашнаков Салмасе, а не в организации «Гуммет» в Баку. Там же говорилось, что более десяти лет он являлся разбойником, затем контрабандистом, управляющим в селении Мажумдар у Керим-Ага и правительственным стражником. Однако по признанию П. Петровича, за период с 1893 по 1908 год он не имеет достоверных сведений о Саттаре.
Несколько месяцев со всадниками губернатора Хорасана Саттар-хан пробыл в Тегеране, затем ездил в Мешхед, от чего получил почётное звание «Мешеди». Дважды (1894—1895 и в 1901—1902 гг.) совершал паломничество к святым для мусульман-шиитов местам в Кербелу и Эн-Наджаф.

### Конституционная революция
К началу XX века Персия превратилась в полуколонию иностранных держав. Недовольство населения вызывала и внутренняя политика правящей династии. Волнения, начавшиеся в столице в 1905 году, к лету следующего года переросли в открытие демонстрации с требованием принятия конституции и созыва парламента (меджлиса). В сентябре в Тебризе образовался первый в стране выборный революционный орган — энджумен. 30 декабря Мозафереддин-шах был вынужден подписать первую часть конституции, а 7 октября 1907 года новый правитель Мохаммад Али-шах подписал дополнения к Основному закону. Тем не менее на протяжении 1907 года шах пытался распустить меджлис и отменить конституцию, пока 23 июня 1908 году он не совершил переворот, разогнав первый меджлис.

#### Начало восстания в Тебризе
В день разгона меджлиса тебризские реакционеры во главе с Мир Хашемом попытались овладеть городом и покончить с муджахидами, федаями и энджуменом. Поддержку им оказали вооружённые отряды марандского феодала Шуджа-Незама и вооружённая группы реакционеров из Карамелика (западное предместье Тебриза). В самом начале под их контроль перешла вся северо-восточная часть города (кварталы Давачи, Сорхаб, Шешкелан и Багемише) к северу от реки Майданчай (Мехранруд). Перейдя в некоторых местах на её южный берег, они заняли в районе речки высокие минареты сеид Хамза и Сахиб-эль-Амр, откуда стали обстреливать федаев. Посчитав борьбу проигранной, либеральные помещики, купцы и духовенство прекратили сопротивление. Ряд членов Тебризского энджумена укрылись в иностранных миссиях: председатель Басир ос-Солтане и Эджлал оль-Мольк нашли убежище в бесте в царском консульстве, хаджи Мехди Кузекунани и шейх Селим — в турецком, мирза Хосейн Ваез — во французском. На борьбу с реакционерами встали руководители социал-демократической организации муджахидов Али Мосью, Давафуруш, а также Багир-хан и Саттар-хан. Федаи Багир-хана удерживали юго-восточную часть города, а его главной базой служил квартал Хиабан, в то время как Саттар-хан защищал северный квартал Амирхиз.

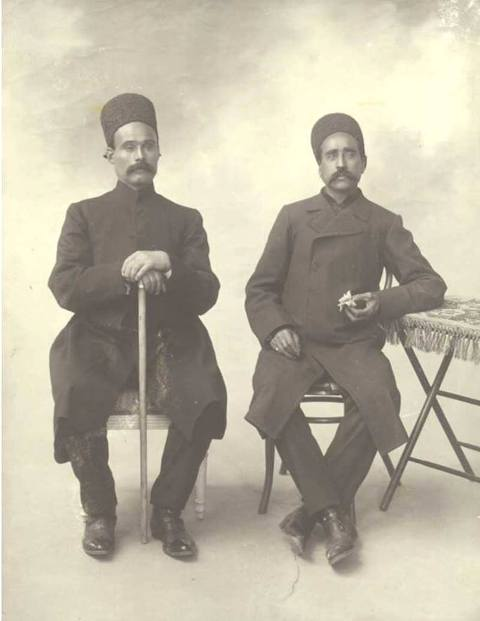
Саттар-хан и Багир-хан

Как гласит легенда, которая в скором времени распространилась среди горожан, Саттар-хан, облачённый в белое, с засученными рукавами и штанами, утром с пятью или двенадцатью бойцами ринулся срывать белые флаги — символ прекращения борьбы, держа при этом в одной руке винтовку, а в другой красный флаг, и водрузил в квартале Амирхиз красный флаг восстания.
На протяжении 6 дней отряды Саттар-хана и Багир-хана вели бои с реакционерами. Шах приказал направить на помощь последним отряды караджедагцев во главе с Бёюк-ханом численностью в 800 человек. 18 июня (1 июля) они подступили к Тебризу и обосновались на его юго-восточной окраине, в саду Сахиб-Диван, но отряды Багир-хана не дали им пробиться в город через квартал Хиабан. Направленный шахом малаерский полк под командованием Сехам эд-Доуле подошёл к городу 26 июня (9 июля), а уже затем сюда прибыл отец Бёюк-хана — Рахим-хан Челебианлу, который вёл новые отряды караджедагских всадников и пушки. С помощью агентов в стане защитников города, некоторых командиров федаинских отрядов квартала Хиабан, в том числе моллу Хамзу, удалось уговорить прекратить сопротивление и сдать оружие Рахим-хану, что те и сделали 30 (13) июля. Не сумев предотвратить предательство, Багир-хан с несколькими сторонниками укрылся в доме одного из них. Малаерский полк и караджедагская конница под командованием Рахим-хан численностью около 1500 человек через квартал Хиабан вступили в Тебриз и обосновались в саду Баге-Шемаль, на южной окраине города. Таким образом, квартал Амирхиз, который удерживал Саттар-хан, остался единственным районом города, продолжавшим сопротивление.
Рахим-хан попытался склонить Саттар-хана к прекращению борьбы, но тот отверг данное предложение. 2 (15) июля реакционеры перешли в наступление на квартал Амирхиз, начав обстреливать его из пушек, но им удалось продвинуться на незначительное расстояние. Саттар-хан отбивал их атаки, в то время как главная часть квартала продолжала оставаться под его контролем.

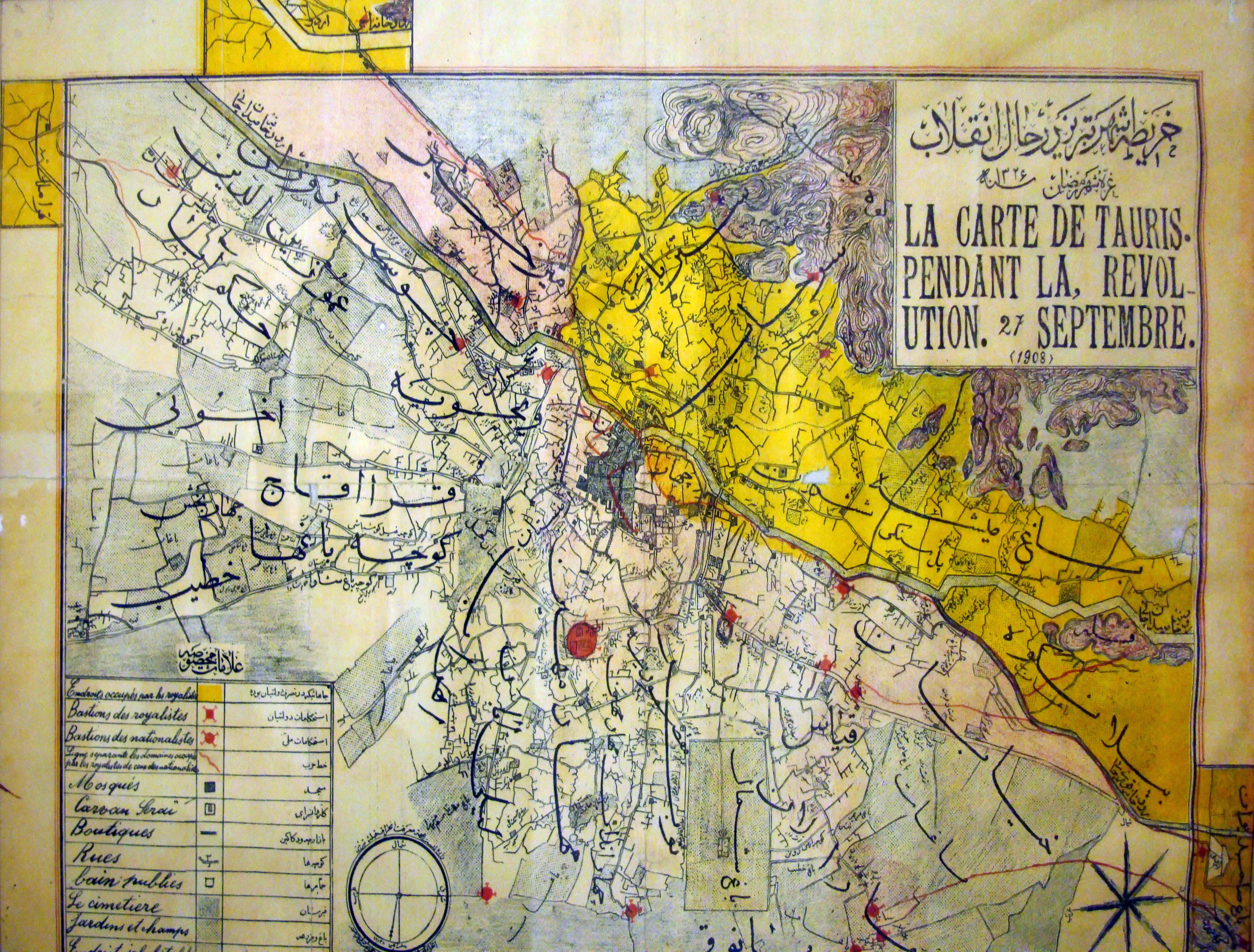
Карта Тебриза во время восстания, 27 сентября 1908 года

В течение нескольких месяцев федаи Саттар-хана отбивал атаки прибывавших шахских войск на главный оплот революционеров — район Амирхиз. В перерывах между атаками Саттар занялся укреплением обороны города, реформированием федайских отрядов, перевооружением. Ему удалось сдерживать свою армию от мародерства в собственном городе, благодаря чему федаи, в отличие от шахских войск, пользовались поддержкой населения Тебриза и его окрестностей. В перерывах между атаками шло строительство укреплений, разрабатывалась тактика уличных боев. В конце концов к середине октября федаями были заняты все районы города, включая плацдарм монархистов Давачи. Правительство Саттар-хана старалось поддерживать нейтральные отношения с иностранцами, чтобы не допустить открытой интервенции. В телеграмме Гартвига от 16 октября 1908 года сообщалось: «С каждым днём обаяние Саттара возрастает в ущерб шахской власти».

##### Помощь с Кавказа
Большую помощь Саттар-хану оказывали выходцы с Кавказа, в том числе «Бакинский комитет помощи иранским революционерам», во главе которого стоял М. Азизбеков. Помимо оружия, в Иран из России направлялись добровольцы из числа социал-демократов. Среди прибывших к Саттар-хану был Гейдар Ами оглы. Царский дипломат доносил: «Шахским правительством получены крайне тревожные известия о роли, которую в азербайджанских событиях играют кавказские революционеры, имеющие постоянные сношения с тавризскими, поощряющие Саттар-хана, снабжая его всякими средствами для продолжения борьбы с правительством». Секретарь генерального консульства России в Гиляне 29 сентября 1908 года сообщил генеральному консулу:

Решт вошёл в близкое сношение с бакинскими муджахидинами… Что же касается бакинских муджахидов, то они обнаруживают в настоящее время, по-видимому, усиленную деятельность. Кроме посылки эмиссара в Решт здесь следует упомянуть ещё об отправке в Тавриз отряда в 70 чел. на помощь Саттар-хану. Вместе с отправленными ранее весь отряд, доставленный в Тавриз энджоменом, составит около 800 человек. Одновременно с этим Саттар-хану отправлены в подарок панцырь и два ружья.

В своём рапорте от 1 октябре 1908 года посол Гартвиг свидетельствовал: «Лагерь Саттар-хана давно бы сложил оружие, если бы ему не оказывали помощь наши кавказцы». Как сообщает C. von Hahn, лейб-гвардия Саттар-хана состояла из 250 мусульман, выходцев из Дагестана, которых C. von Hahn называет «страшными головорезами». Артиллерией Саттар-хана заведывал русский матрос с броненосца «Потёмкин» Т. А. Гончаровский, известный под именем «Алёша».

##### Кульминация и окончание восстания
В середине января 1909 года к Тебризу было стянуто до 40 тыс. шахских войск, включая отряды феодалов. После неудачной попытки прорваться в город в феврале шахские войска осадили Тебриз. 5 марта начался генеральный штурм города, однако и он провалился; немалую роль в победе федаев сыграли созданные в 1908 г. укрепления и хорошая тактическая выучка и дисциплинированность войск Саттара.

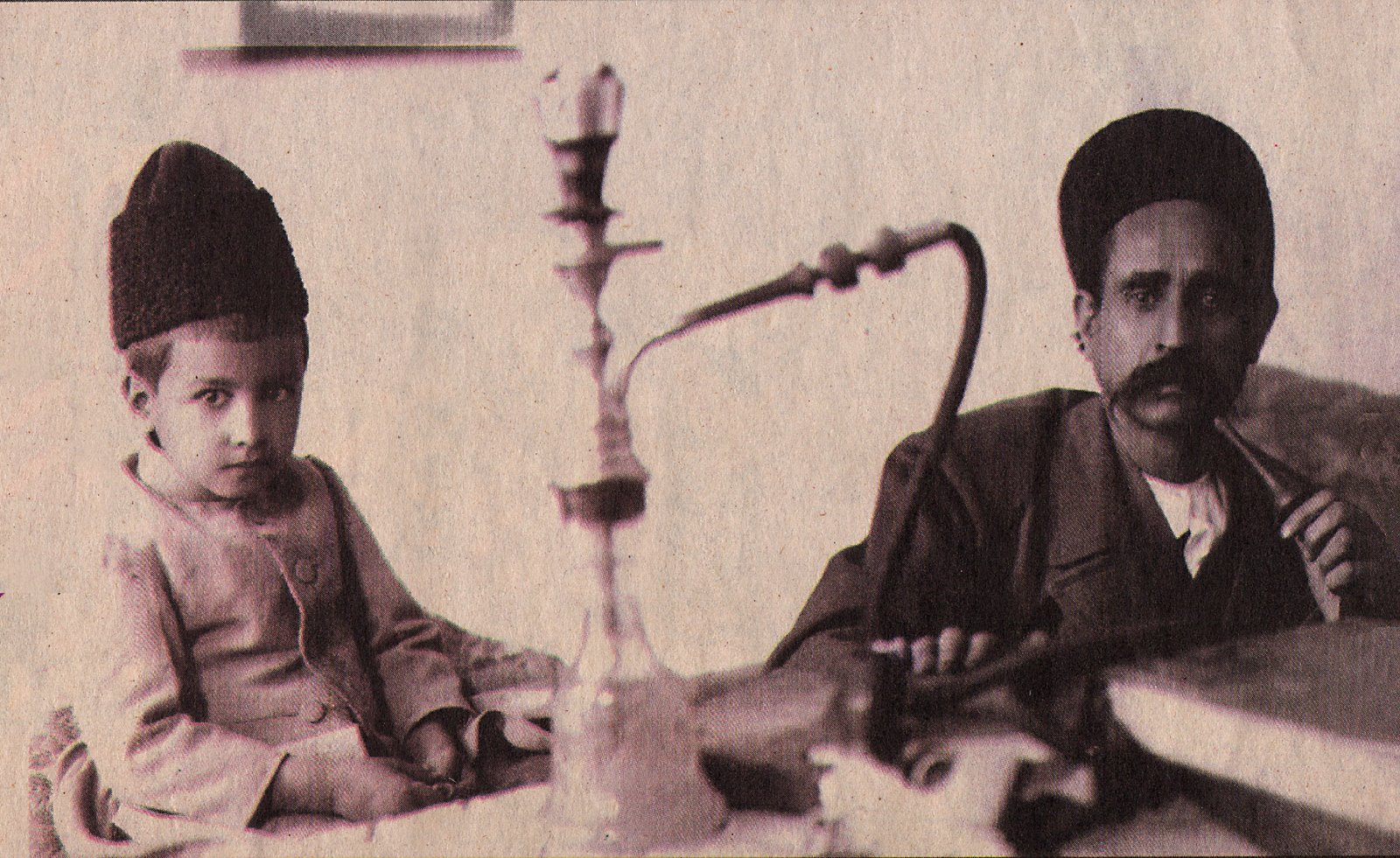
Саттар-хан со своим единственным сыном

На протяжении 1908—1910 годов имя Саттар-хана не сходило со страниц крупнейших европейских газет. В русской и западноевропейской прессе Саттар-хана называли «азербайджанским Пугачёвым» и «персидским Гарибальди». Современники писали о Саттар-хане:

…прошлое завещало ему храбрость, но храбрость прямо-таки рыцарскую; скромность больше всего бросается в глаза в Саттаре. Никаких диктаторских замашек у него совершенно не заметно… Саттар вместо эпитета «хан» предпочитает называть себя «слугой народа». В это отношении «дикарь» Азербайджана на несколько голов выше многих представителей нашего культурного мира.

Выражая восхищение действиями Саттар-хана, поэт Мидхат Джамал в своём стихотворении «Саттар-хан», опубликованном в газете «Таракки», писал, что лучшего правителя, чем Саттар-хан, он не желал бы для Ирана. По инициативе М. Азизбекова петербургские студенты послали приветственное письмо и поздравительный адрес Саттар-хану.
.
В апреле 1909 в события в Иранском Азербайджане решает вмешаться Россия. 23 апреля царский наместник на Кавказе получает приказ двинуть на Тебриз 5-тысячный отряд для защиты русских подданных. 30 апреля этот отряд, под командой генерала Снарского, вступает в Тебриз, и оборона города прекращается. Саттар-хан, вместе с другими конституционалистами, был вынужден скрыться и нашёл убежище в турецком консульстве.
Саттар-хан скончался 4/17 ноября 1914 года в Тегеране и был похоронен в Шах-Абдул-Азиме под Тегераном.

## Память

Статуя Саттар-хана у входа в Дом конституции (Хане Машроуте) в Тебризе

- В Тебризе в честь Саттар-хана и Багир-хана был учреждён День памяти их выступления и отчеканены две медали, на оборотной стороне которых указана дата — «23 июня 1908 г.»[29]
- В настоящее время памятники Саттар-хану установлены в Тебризе и Ахаре.
- В 1946 году, в период существования Национальное правительство Азербайджана, в Тебризе на место памятника Реза-шаха был поставлен памятник Саттар-хану, а сад «Гюлистан» переименован в сад имени Саттар-хана. После падения Национального правительства памятник был снесён[30].

### В литературе и музыке
- Поэт-сатирик Мирза Алекпер Сабир создал стихотворение «Саттар-хану» (опубликована в Молла Насреддине под заглавием «Хану»)[31].
- Выходец из Иранского Азербайджана Ашуг Гусейн сочинил дастан «Саттархан»[32].
- В 1957 году азербайджанский писатель Панахи Макулу создал историко-биографический роман «Саттар-хан»[33].
- Тарист Курбан Пиримов вместе с шушинским певцом И. Абдуллаевым создал на слова С. Ордубады песню «Саттар-хан»[34].

### В кинематографе
- В Иране в 1972 году был снят художественный фильм «Саттар-хан[англ.]» (реж. Али Хатами)
- В 2018 году вышел телесериал Саттар-хан[перс.].